# Афанасьєв Олександр Никифорович
Афанасьєв Олександр Никифорович (1914–1943) — сержант Червоної Армії, учасник Великої Вітчизняної війни, Герой Радянського Союзу (1943).

## Біографія
Олександр Афанасьєв народився 6 серпня 1914 року в селі Ганюшкіно (нині Курмангази Курмангазинського району Атирауської області Казахстану) в сім'ї рибалки Никифора Павловича та домогосподарки Пелагеї Микитівни Афанасьєвих. За національністю росіянин. Закінчив середню школу. 1930 року почав працювати рибалкою у щойно організованому колгоспі «Красный Каспий». Восени того ж року був направлений на навчання до школи фабрично-заводського учнівства до міста Гур'єв (нині Атирау), де отримав спеціальність електромонтера. Повернувшись до Ганюшкіно, брав участь у електрифікації рідного села. У 1933 році одружився і через два роки з сім'єю переїхав до Гур'єва, де працював консультантом у заготконторі. Незабаром був переведений до Караганди, але в 1940 повернувся до Гур'єва. До призову до армії працював у системі торгівлі.
У травні 1942 року був призваний на службу в Червону Армію. З серпня 1943 — на фронтах Великої Вітчизняної війни. До осені 1943 року гвардії сержант Афанасьєв командував кулеметним взводом 202-го гвардійського стрілецького полку 68-ї гвардійської стрілецької дивізії 40-ї армії Воронезького фронту. Відзначився під час битви за Дніпро.
25 вересня 1943 року Афанасьєв одним із перших у своєму підрозділі переправився через Дніпро в районі сіл Балика та Щучинка нині Обухівського району Київської області. Коли командир роти вибув із ладу, сержант Афанасьєв, замінивши його, успішно керував діями роти.
Указом Президії Верховної Ради СРСР від 13 листопада 1943 року сержант Олександр Афанасьєв був удостоєний звання Героя Радянського Союзу з врученням ордена Леніна та медалі «Золота Зірка».
11 жовтня 1943 року Афанасьєв загинув у бою. Похований у братській могилі у селі Балико-Щучинка.

## Родина
Дружина Ганна Олексіївна, син Юрій.